# Augusta Faro
Augusta Faro Fleury de Melo, ou simplesmente Augusta Faro (Goiânia, 4 de novembro de 1948), é uma escritora brasileira. É membra da Academia Goianiense de Letras (AGnL) e membra e ex-presidente da Academia Feminina de Letras e Artes de Goiás (AFLAG).
Entre suas obras, constam histórias para o público infantil, contos e poemas.

## Biografia
Augusta Faro Fleury de Melo nasceu em Goiânia, Goiás, em 4 de novembro de 1948. Formada em Pedagogia pela Faculdade de Educação, da Universidade Federal de Goiás (UFG), em 1967. Mestra em Literatura, pela mesma universidade, nas áreas de Teoria da Literatura e Linguística, em 1992.
É membra da União Brasileira de Escritores de Goiás (UBEG), da Academia Feminina de Letras e Artes de Goiás (AFLAG) — desde 29 de abril de 1986, quando tomou posse de sua cadeira de nº 15 —  e da Academia Goianiense de Letras (AGnL) — ocupando a vaga de Altamiro de Moura Pacheco, na cadeira 26, cujo patrono é José Xavier de Almeida. Exerceu a presidência da AFLAG entre 2003 e 2007.